# Kildinstroi
Kildinstroi - Кильдинстрой (rus) és un possiólok de l'óblast de Múrmansk, a Rússia. És a 13 km al sud-est de Kola, a 17 km al sud de Múrmansk i a 1.471 km al nord de Moscou.
L'any 2019, la localitat tenia 1947 habitants. El seu territori, amb una població total de 4903 habitants el 2019, inclou com a pedanes les localitats rurals de Golubýe Ruchyí, Zverosovkhoz, Magnetity i Shonguy.
Va ser fundat l'any 1935 com a centre de fabricació de maons, per atendre el ràpid creixement urbà que estava experimentant Múrmansk en aquell moment. Va adoptar l'estatus d'assentament de tipus urbà el 1937.

## Geografia
Kildinstroi es troba a la península de Kola, a l'extrem nord-oest de Rússia; a la vora del riu Kola i del llac Kildinskoie, que es troba als voltants.